# Italienska kommunistpartiet
Italienska kommunistpartiet, PCI (Italienska: Partito Comunista Italiano) var ett kommunistiskt parti i Italien. Den grundades den 21 januari 1921 som Italiens kommunistiska parti (Partito Comunista d’Italia, PCd'I), bytte namn den 15 maj 1943 och upplöstes den 3 februari 1991. Under efterkrigstiden och fram till 1990-talet var det Västeuropas starkaste kommunistparti och ledande inom Eurokommunismen.

## Valresultat
| År   | Val                 | Antal röster | Antal röster | Mandat |
| ---- | ------------------- | ------------ | ------------ | ------ |
| 1946 | Konstitutionen      | 4 356 686    | 18,9 %       | 104    |
| 1948 | Deputeradekammaren  | 8 136 6371   | 31,0 %       | 187    |
| 1953 | Deputeradekammaren  | 6 121 922    | 22,6 %       | 148    |
| 1958 | Deputeradekammaren  | 6 704 706    | 22,7 %       | 149    |
| 1963 | Deputeradekammaren  | 7 768 228    | 25,3 %       | 175    |
| 1968 | Deputeradekammaren  | 8 556 751    | 26,9 %       | 177    |
| 1972 | Deputeradekammaren  | 9 072 454    | 27,1 %       | 188    |
| 1976 | Deputeradekammaren  | 12 620 750   | 34,4 %       | 227    |
| 1979 | Deputeradekammaren  | 11 135 772   | 30,4 %       | 201    |
| 1979 | Europaparlamentsval | 10 345 284   | 29,6 %       | 24     |
| 1983 | Deputeradekammaren  | 11 028 158   | 29,9 %       | 198    |
| 1984 | Europaparlamentsval | 11 696 923   | 33,3 %       | 27     |
| 1987 | Deputeradekammaren  | 10 250 644   | 26,6 %       | 177    |
| 1989 | Europaparlamentsval | 9 602 618    | 27,6 %       | 22     |

1 Folkfront med andra vänsterpartier.